# Stocksunds station

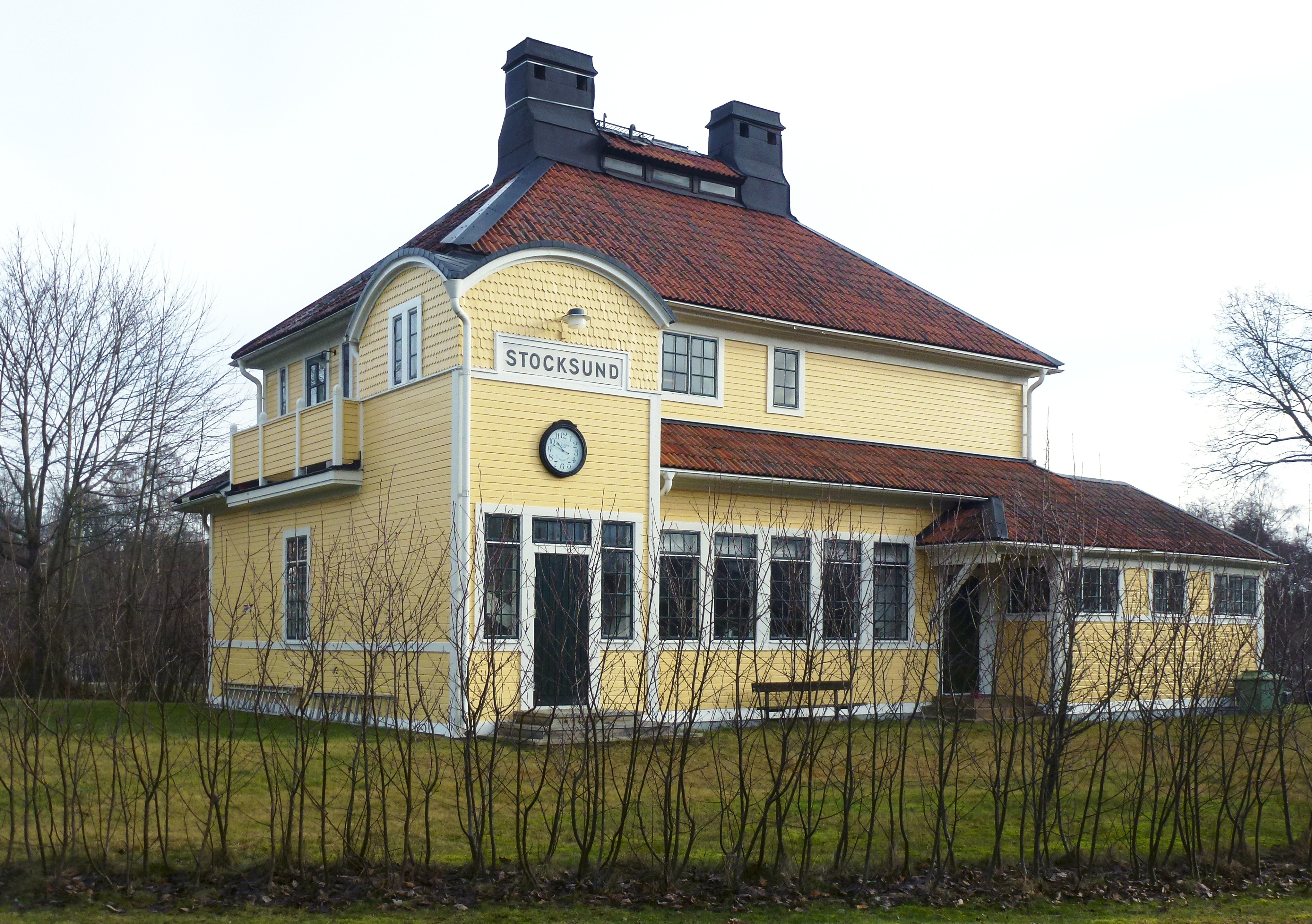
Det gamla stationshuset vid stationens tidigare plats i februari 2014.

Stocksunds station är en järnvägsstation vid Roslagsbanan. Stationen betjänar Stocksund i Danderyds kommun.
Stationen låg tidigare närmare Stocksunds hamn och hade spår dit för omlastning av gods till fartyg. I hamnen låg också Djursholmsbanans elverk, som försåg järnvägen med elektricitet. Från stationen utgick också Långängsbanan, som var en spårväg med ett par hållplatser.

## Historik

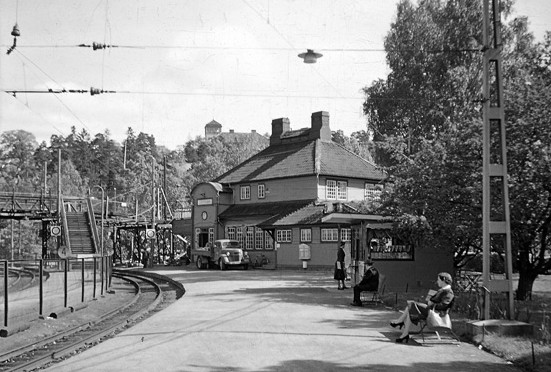
Stationshuset på 1950-talet.

Från början låg Stocksunds station väster om järnvägen. Den första stationen invigdes 1890 strax norr om bron över Stocksundet och Stocksunds värdshus, och här växte fram ett litet bycentrum till den nya bebyggelsen i Stocksunds villakvarter.
Vid den gamla stationens plats finns stationshuset kvar. Det är en kulturhistoriskt värdefull byggnad i kvarteret Bagaren vid Stockholmsvägen 24 i Stocksund, Danderyds kommun. Stocksunds stationshus ritades av arkitekt Sigge Cronstedt och byggdes 1905 för Roslagsbanans hållplats i Stocksund. I mars 1996 lades stationen ned. Byggnaden står kvar och är idag k-märkt samt privatbostad.
Stocksunds stationshus invigdes år 1905 och tillkom i samband med att verksamheterna på Djursholmsbanan och Långängsbanan inleddes. Stationsbyggnaden ritades i en blandning av nationalromantik och svensk jugend av arkitekt Sigge Cronstedt som stod bakom samtliga stations- och hållplatsbyggnader utefter Djursholmsbanan, Mörby verkstäder och Djursholmsbanans elverk. Byggnaden är ett trähus i 1½ våningar med ett högt valmat sadeltak. Fasaderna är klädda med liggande panel och vissa partier med spån. I stationshuset fanns väntsal och biljettlucka samt lägenhet för järnvägspersonal. Mellan 1911 och 1966 var stationen utgångspunkt för Långängsbanan, ett 1,2 kilometer långt stickspår mot Långängstorp. Servicen i stationshuset upphörde på 1970-talet och det var därefter inte tillgängligt för de resande.
Byggnaden och rälsen hade stor roll i den svenska ungdomsrysaren Svart Lucia 1992.
I mars 1996 lades den gamla stationen ned när spåren fick en annan, västligare sträckning över nya Stocksunds järnvägsbro som uppfördes ett hundratal meter väster om den gamla, intill Norrtäljevägen (E18). Här finns numera Stocksunds station, med sidoplattformar på vardera sidan av banan och utan något stationshus eller annan särskild service.
Järnvägsrälsen där den gamla stationen låg har rivits upp och ersatts med parkvägar närmast stationshuset och längre bort med huvudvägen in mot Stocksund. Idag präglas området av väg- och järnvägshistorik och är enligt Danderyds kommun av stort kultur- och kommunikationshistoriskt intresse. Platsen har formellt fått namnet Järnvägsdalen.
Stationen planeras att läggas ned i samband med Roslagsbanans utbyggnad till T-centralen.

## Bilder

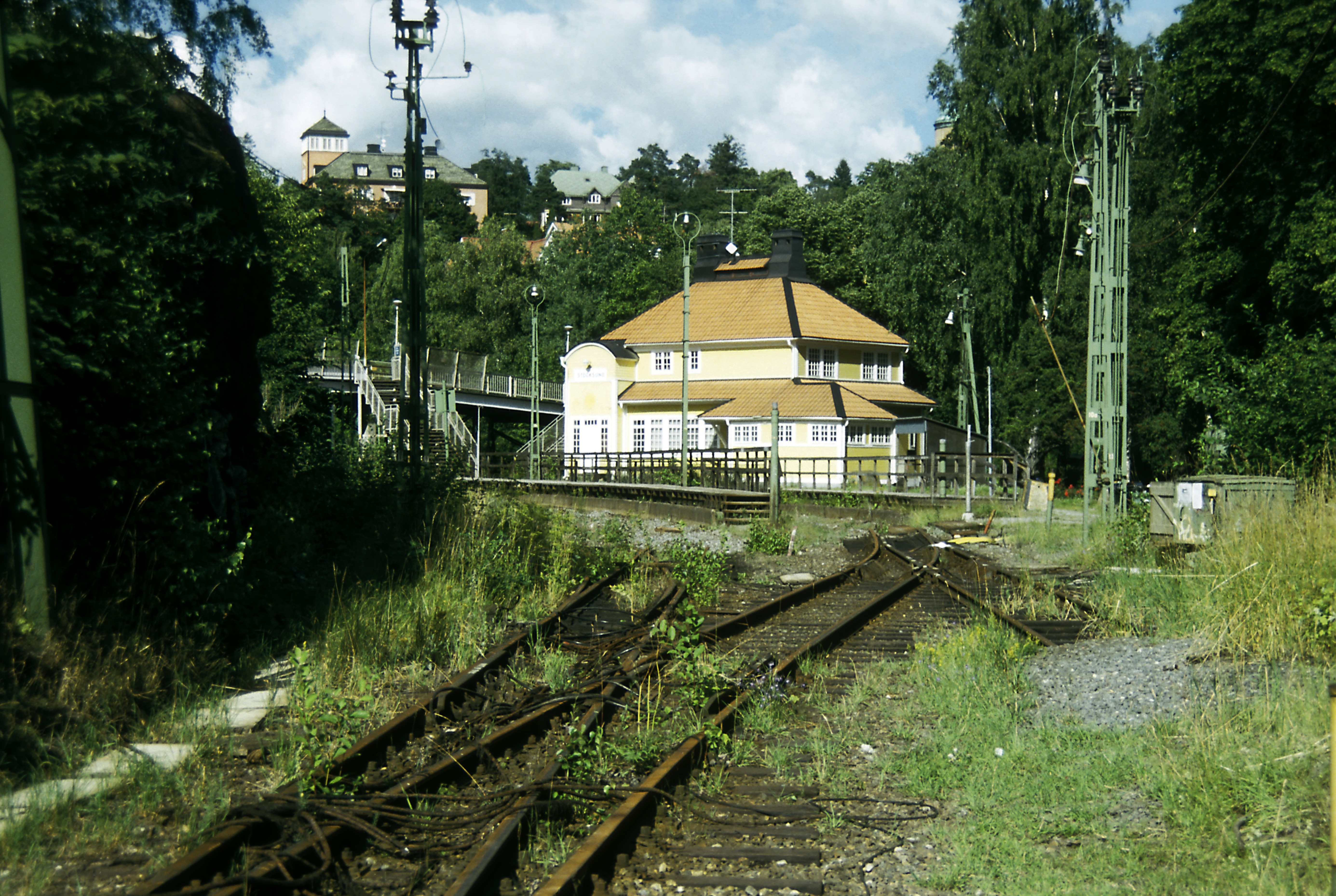
Stationshuset efter nedläggningen 1996.
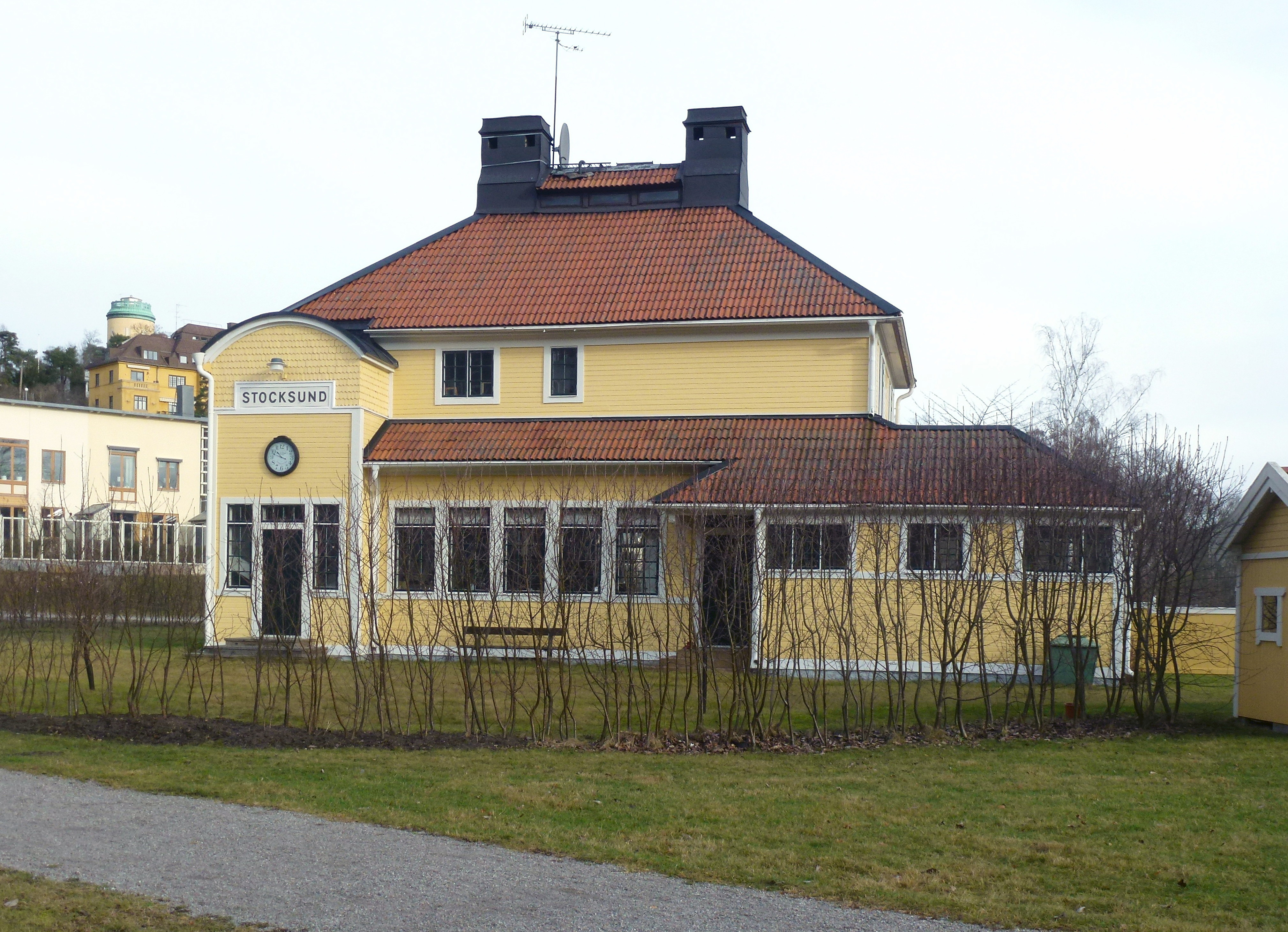
Stationshuset i februari 2014.
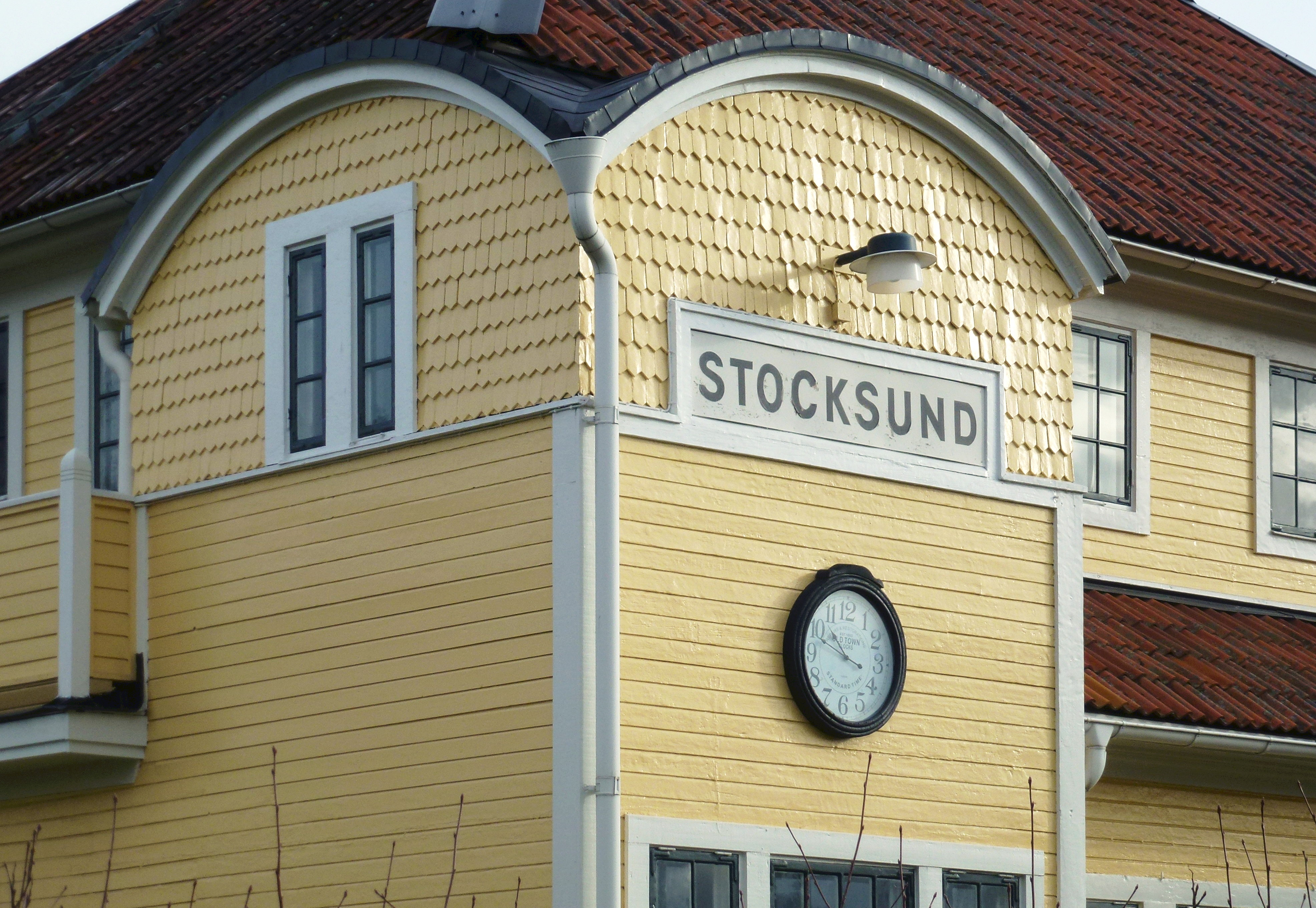
Stationshuset i februari 2014.